# Tatiana Farnese
Pour les articles homonymes, voir Farnese.
Tatiana Idonea, connue sous le nom de scène Tatiana Farnese (née le 19 avril 1924 à Rome et morte dans la même ville le 31 janvier 2022), est une actrice italienne.

## Biographie
Après ses études, Tatiana Farnese joue pour le théâtre et participe à des auditions pour le cinéma. Elle obtient un premier rôle secondaire dans le film Leçon de chimie à neuf heures (Ore 9 lezione di chimica) de Mario Mattoli en 1941. Elle joue au cours des années 1940 quelques rôles secondaires avant de travailler pour la télévision au cours des années 1950 et 1960, notamment sur les programmes commandés par la Rai. Elle s'oriente ensuite vers la peinture et la sculpture, délaissant une carrière d'actrice qu'elle poursuit en parallèle de manière discontinue.

## Filmographie

### Au cinéma
- 1941 : Leçon de chimie à neuf heures (Ore 9 lezione di chimica) de Mario Mattoli
- 1942 : Un garibaldien au couvent (Un garibaldino al convento) de Vittorio De Sica
- 1942 : La Gorgona de Guido Brignone
- 1942 : Le signorine della villa accanto de Gian Paolo Rosmino
- 1942 : La donna del peccato d'Harry Hasso
- 1943 : Dove andiamo, signora? de Gian Maria Cominetti
- 1943 : incontri di notte de Nunzio Malasomma
- 1943 : In due si soffre meglio de Nunzio Malasomma
- 1943 : Abenteuer im Grandhotel d'Ernst Marischka
- 1944 : In cerca di felicità de Giacomo Gentilomo
- 1946 : Sangue a Ca' Foscari de Max Calandri
- 1946 : Voglio bene soltanto a te de Giuseppe Fatigati
- 1952 : Il folle di Marechiaro de Roberto Roberti
- 1960 : Le Conquérant de l'Orient de Tanio Boccia
- 1986 : Giovanni Senzapensieri de Marco Colli
- 1991 : Une chaleur étouffante (Caldo soffocante) de Giovanna Gagliardo
- 1994 : Nestore, l'ultima corsa d'Alberto Sordi
- 2008 : Tutta la vita davanti de Paolo Virzì

### À la télévision

#### Téléfilms
- 1955 : Daniele fra i leoni d'Anton Giulio Majano
- 1958 : Primo Amore de Guglielmo Morandi
- 1959 : Carlo Alberto de Lino Procari
- 1959 : Cavalcata a mare de Mario Landi
- 1962 : La bella avventura de Mario Landi
- 1999 : Tre addii de Mario Caiano

#### Séries télévisées
- 1961 : Giallo club. Invito al poliziesco, épisode Omicidio cieco
- 1964 : I miserabili, épisodes Gavroche et I candelieri del Vescovo
- 1965 : Le avventure di Laura Storm, épisode Defilé per un delitto
- 1966 : Le inchieste del commissario Maigret, épisode L'Ombra chinese
- 1966 : David Copperfield, épisode cinq et six
- 1967 : Il triangolo rosso, épisode Lo sconosciuto
- 1973 : Qui squadra mobile, épisode Rapina a mano armata
- 1986 : La Chambre des dames de Yannick Andréi
- 1991 : Doris una diva del regime d'Alfredo Giannetti